# 孙家花园 (八大处)
孙家花园，位于北京市石景山区八大处公园，现为石景山区普查登记文物，类别为近现代建筑。

## 简介
孙家花园位于八大处四处大悲寺西南100米处，建于1934年，是中华民国北洋政府交通部次长、中孚银行董事长孙多钰（字章甫）的别墅。21世纪初，孙家花园为八大处招待所。2005年左右，孙家花园的房屋接受了维护。
孙家花园占地面积大约为5000平方米，现存建筑面积为530平方米。现存正房一排、门房三间、东院配房三间和锅炉房，均为毛石砌筑墙体，青石板屋面。